# 피터 헤지스
피터 헤지스(영어: Peter Hedges, 1962년 7월 6일 ~ )는 미국의 소설가, 극작가, 시나리오 작가와 영화 감독이다.

## 필모그래피
- 《길버트 그레이프》 (1993) (각본)
- 《세계 지도》 (1999) (각본)
- 《어바웃 어 보이》 (2002) (각본)
- 《에이프릴의 특별한 만찬》 (2003) (각본, 감독)
- 《댄 인 러브》 (2007) (공동 각본, 감독)
- 《티모시 그린의 이상한 삶》 (2012) (공동 각본, 감독)

## 연극
- Oregon (1984)
- Champions of the Average Joe (1985)
- The Age of Pie (1986)
- Andy and Claire (1986)
- Teddy by the Sea (1986)
- Imagining Brad (1988)
- Baby Anger (1993)
- Good as New (1995)

## 소설
- What's Eating Gilbert Grape (1991)
- An Ocean in Iowa (1998)
- The Heights (2010)